# Conclave del 1294
Il conclave del 1294 venne convocato dopo che Papa Celestino V ebbe rinunciato al soglio di Pietro il 13 dicembre 1294. Si tenne a Napoli all'interno del Castel Nuovo.

## La rinuncia di Celestino V
Quasi immediatamente dopo aver assunto la tiara era divenuto chiaro come il mite eremita Pietro da Morone mostrasse insofferenza all'esercizio delle funzioni pontificie e perciò meditava di lasciare il soglio pontificio. Il 6 dicembre, mentre i suoi fratelli nell'Ordine dei Celestini tentavano di dissuadere il pontefice dall'abdicazione, si tenne una manifestazione di sostegno al pontefice davanti alla sua residenza a Napoli patrocinata dal suo protettore re Carlo. Ma fu tutto inutile: consultatosi con il potente cardinale Benedetto Caetani, esperto di diritto canonico, circa la legittimità di una abdicazione, e convocato un concistoro per dare pubblica notizia della sua grave decisione, Celestino V annunciò ai cardinali la propria rinuncia al papato con effetto immediato. Il testo del documento con cui Celestino V promulgò la propria abdicazione è contenuto in una bolla del successore Bonifacio VIII del 1295:
«Ego Caelestinus Papa Quintus motus ex legittimis causis, idest causa humilitatis, et melioris vitae, et coscientiae illesae, debilitate corporis, defectu scientiae, et malignitate Plebis, infirmitate personae, et ut praeteritae consolationis possim reparare quietem; sponte, ac libere cedo Papatui, et expresse renuncio loco, et Dignitati, oneri, et honori, et do plenam, et liberam ex nunc sacro caetui Cardinalium facultatem eligendi, et providendi duntaxat Canonice universali Ecclesiae de Pastore».

## Il Conclave
Secondo le norme stabilite da Gregorio X nella costituzione apostolica Ubi Periculum, ripristinata proprio da Celestino V, dieci giorni dopo la rinuncia il Collegio cardinalizio si riunì in conclave: il 23 dicembre ebbe pertanto inizio con la solenne Messa dello Santo Spirito. Secondo Tolomeo da Lucca alle votazioni era presente anche il re di Napoli Carlo. Al primo scrutinio, secondo notizie peraltro prive di conferma, avrebbe raggiunto la maggioranza dei voti il cardinale Matteo Orsini, che avrebbe però rifiutato la nomina. Si sarebbe così arrivati al terzo scrutinio, il 24 dicembre, quando fu eletto papa il cardinale Benedetto Caetani, tramite la procedura dell'accessio, come ci racconta Jacopo Stefaneschi suddiacono apostolico e nipote di Niccolò III: "Post hujusmodi Caelestini cessionem die undecima, vigilia scilicet natalis Domini, quae labentis tunc millesimi ducentesimi nonagesimi quarti anni ultimo decurrebat die, Bonifacius VIII, tunc Benedictus Gajetanus nomine, Anagnia ortus, profunde juris utriusque scientiae, longique in illis exercitii, docteque experientiae, in Romana ecclesia moribus veteranus, cardine etiam insignis, in summum Pontificem scrutinio accessioneque eligitur".
Assunse il nome pontificale di Bonifacio VIII e fu incoronato solennemente in Laterano dal cardinale protodiacono Matteo Rubeo Orsini, che gli impose anche il pallio.

## Lista dei partecipanti
Al conclave del 23-24 dicembre 1294 parteciparono sicuramente 22 cardinali. Un 23º, Francesco Ronci, menzionato da Salvador Miranda nella sua lista, non partecipò in quanto probabilmente già deceduto (egli morì in data incerta dopo il 13 ottobre).
Di questi 11 erano stati creati da Celestino V nel suo unico concistoro, e nel quale la stragrande maggioranza delle nomine era di origine francese, per l'evidente influenza del sovrano angioino o proveniva da ordini religiosi e mendicanti, cinque da Niccolò IV, uno da Onorio IV, uno da Martino IV, due da Niccolò III e uno da Urbano IV.

### Presenti in conclave[5]
| Nome                                 | Paese              | Titolo | Ruolo                                                                                              | Nascita  | Concistoro |
| ------------------------------------ | ------------------ | --- | -------------------------------------------------------------------------------------------------- | -------- | ---------- |
| Hugues Aycelin de Billom, O.P.       | Regno di Francia   | Cardinale vescovo di Velletri e Ostia; Cardinale presbitero in commendam del titolo di Santa Sabina                      | Decano del Sacro Collegio                                                                          | 1230 ca. | 16/05/1288 |
| Matteo d'Acquasparta, O.F.M.         | Stato Pontificio   | Cardinale vescovo di Porto e Santa Rufina                                                                                | Gran Penitenziere                                                                                  | 1240     | 16/05/1288 |
| Gerardo Bianchi                      | Parma              | Cardinale vescovo di Sabina                                                                                              | Legato pontificio in Sicilia; Auditore delle lettere apostoliche                                   | 1220 ca. | 12/03/1278 |
| Nicolas de Nonancour                 | Regno di Francia   | Cardinale presbitero di San Lorenzo in Damaso                                                                            | Decano del capitolo cattedrale di Notre Dame de Paris                                              |          | 18/09/1294 |
| Giovanni Boccamazza                  | Stato Pontificio   | Cardinale vescovo di Frascati                                                                                            | Legato pontificio emerito in Germania, Scandinavia, Boemia, Polonia                                | 1250 ca. | 22/12/1285 |
| Benedetto Caetani                    | Stato Pontificio   | Cardinale presbitero del titolo dei Ss. Silvestro e Martino e diacono in commendam di San Nicola in Carcere; eletto papa | Cardinale protopresbitero; Legato pontificio emerito in Francia e Inghilterra                      | 1230 ca. | 12/04/1281 |
| Simon de Beaulieu                    | Regno di Francia   | Cardinale vescovo di Palestrina                                                                                          | Amministratore dell'abbazia di Notre-Dame de la Charité à Besançon; Arcivescovo emerito di Bourges | 1225 ca. | 18/09/1294 |
| Pietro Peregrossi, O.F.M.            | Signoria di Milano | Cardinale presbitero del titolo di S. Marco                                                                              | Camerlengo del Sacro Collegio cardinalizio                                                         | 1225 ca. | 16/05/1288 |
| Robert de Pontigny, O. Cist.         | Regno di Francia   | Cardinale presbitero di Santa Pudenziana                                                                                 | Abate generale dell'Ordine Cistercense                                                             |          | 18/09/1294 |
| Tommaso di Ocre, O. Cel.             | Regno di Napoli    | Cardinale presbitero di Santa Cecilia                                                                                    | Camerlengo di Santa Romana Chiesa                                                                  |          | 18/09/1294 |
| Pietro dell'Aquila, O.S.B.           | Regno di Napoli    | Cardinale presbitero di Santa Croce in Gerusalemme                                                                       | Vescovo emerito di Sulmona e Valva                                                                 |          | 18/09/1294 |
| Simon d'Armentières, O.S.B. Clun.    | Regno di Francia   | Cardinale presbitero di Santa Balbina                                                                                    | Priore del Monastero di La Charité-sur-Loire                                                       |          | 18/09/1294 |
| Giovanni di Castrocoeli, O.S.B. Cas. | Regno di Napoli    | Cardinale presbitero dei santi Vitale, Valeria, Gervasio e Protasio                                                      | Vice-Cancelliere di Santa Romana Chiesa, Amministratore apostolico di Benevento                    |          | 18/09/1294 |
| Matteo Rubeo Orsini                  | Stato Pontificio   | Cardinale diacono di Santa Maria in Portico Octaviae e presbitero in commendam di Santa Maria in Trastevere              | Cardinale protodiacono; arciprete della Basilica Vaticana                                          | 1230 ca. | 22/05/1262 |
| Bérard de Got                        | Regno di Francia   | Cardinale vescovo di Albano                                                                                              | Arcivescovo emerito di Lione                                                                       | 1250 ca. | 18/09/1294 |
| Guglielmo Longhi                     | Bergamo            | Cardinale diacono di San Nicola in Carcere                                                                               | Confessore di Sua Santità; Cancelliere di Carlo II di Sicilia                                      | 1242 ca. | 18/09/1294 |
| Giacomo Colonna                      | Stato Pontificio   | Cardinale diacono di Santa Maria in Via Lata                                                                             | Arciprete della Basilica Liberiana                                                                 | 1250     | 12/03/1278 |
| Jean Le Moine                        | Regno di Francia   | Cardinale presbitero dei Santi Marcellino e Pietro                                                                       | Vescovo emerito di Arras                                                                           | 1245 ca. | 18/09/1294 |
| Napoleone Orsini                     | Stato Pontificio   | Cardinale diacono di Sant'Adriano al Foro                                                                                | Cappellano papale; Auditore della Sacra Rota Romana                                                | 1260 ca. | 16/05/1288 |
| Landolfo Brancaccio                  | Regno di Napoli    | Cardinale diacono di Sant'Angelo in Pescheria                                                                            | Vice-Cancelliere di Santa Romana Chiesa, Amministratore apostolico di Benevento                    |          | 18/09/1294 |
| Guillaume de Ferrières               | Regno di Francia   | Cardinale presbitero del titolo di S. Clemente                                                                           | Cancelliere di Carlo II d'Angiò                                                                    | 1235 ca. | 18/09/1294 |
| Pietro Colonna                       | Stato Pontificio   | Cardinale diacono di Sant'Eustachio                                                                                      | Protettore dell'Ordine degli Eremitani di Sant'Agostino                                            | 1260     | 16/05/1288 |

### Assenti in conclave
| Nome               | Paese            | Titolo                      | Ruolo                                               | Nascita | Concistoro |
| ------------------ | ---------------- | --------------------------- | --------------------------------------------------- | ------- | ---------- |
| Raoul de Grosparmy | Regno di Francia | Cardinale vescovo di Albano | Legato pontificio nel Regno di Sicilia e in Francia |         | 17/12/1261 |